# Пивоварна Бабенец
„Бабенец“АД е бивша пивоварна фабрика – акционерно дружество със седалище град Горна Оряховица, основано през 1893 г., прекратило производството на пиво през 1927 г. и национализирано през 1948 г.

## История на пивоварната
Пивоварната фабрика „Бабенец“ е основана в гр. Горна Оряховица през 1893 г. и още същата година започва производство на бира  Фабриката е построена в местността „Бабенец“. 
Основатели на дружеството са Валентин Маутнер, Венко Филев,  Димитър А.Костов, Димитър П.Фичев, Димитър Тодоров, Сотир Н.Димчов,Стефан Минчев и Стефан Филев, които събрали необходимия първоначален капитал от 7000 наполеона.
През 1895 г. горнооряховската пивоварна произвежда 92 000 литра бира, и продава 77 860 литра, като заплаща акциз на държавата в размер на 3893,00 лева. През 1896 г. фабриката произвежда 105 060 литра бира, продава 72 070 литра, и заплаща акциз в размер на 3603,00 лева. През 1897 г. са произведени 49 500 литра, продадени са 36 195 литра, и е заплатен акциз 1810,00 лева. През първото полугодие на 1898 г. произведеното количество бира достига 73 000 литра, от които са продадени 70 990 литра и е заплатен акциз в размер на 3540,00 лева.
Спадът в производството на бира в България, особено след 1925 г., дължащ се на тежката акцизна политика на българското правителство, за сметка на поощряване на винарската индустрия, принуждава собствениците на пивоварни фабрики в България да образуват на 3 април 1927 г. пивоварен картел, в който влизат всички съществуващи към момента 18 фабрики, вкл. и тази в Горна Оряховица. По решение на картела се затварят 12 пивоварни фабрики, сред които и горнооряховската пивоварна. Затворените фабрики спират производство и част от тях продължават да функционират само като депозитни складове за продажба на пиво на останалите 6 действащи пивоварни. Съгласно решението на картела от 1927 г. пивоварната фабрика преустановява производството на бира. Създаването на картела не успява да преодолее спада и различията и през 1931 г. пивоварния картел престава да съществува.
След спирането на пивоварството, дружеството се преориентира и започва производство на консерви и вина. След преоборудването и, фабриката е с капацитет 7000 кг. зеленчукови консерви дневно. Пивоварните изби са превърнати във винарски с капацитет на лагерните съдове от 300000 литра. Капиталът на дружеството е 2700000,00 лв., фондовете са в размер на 1280760,00 лв., или общо 3980760 лв.
Към края на 1934 г. пивоварната фабрика все още работи под името Горнооряховско пивоварно дружество „Бабенец“АД, но се занимава изключително с винарство и консервна промишленост. В списъка на индустриалните предприятия, национализирани по силата на чл.1 от Закона за национализация на частни индустриални и минни предприятия, издаден от Министерство на индустрията и занаятите (обн. ДВ. бр.190 от 14 август 1948 г.), в раздел „Бирени фабрики“, под № 4 фигурира: „Бабенец“, акц. д-во, Горна Оряховица.
През 2007 г. сградата на бившата пивоварна в местността Бабенец е картотекирана като застрашена от самосрутване. Пивоварната е собственост на наследници на бивши акционери, но многочисленият им брой се оказва истинска пречка за решаването на проблема с обекта.